# ولر، رجستهن
ولر، رجستهن (به انگلیسی: Velar, Rajasthan) یک روستا در هند است که در Pali district واقع شده‌است.

## خصوصیات
ولر ۳۶۲ متر بالاتر از سطح دریا واقع شده‌است.